# علی سورنا
علی خدامی (زادهٔ ۲۷ فروردین ۱۳۶۹) با نام هنری سورنا؛ خواننده، ترانه‌سرا و آهنگساز در سبک رپ فارسی است. سورنا در موسیقی خود به موضوعات اجتماعی و سیاسی همچون جایگاه زن در جامعه می‌پردازد.

## حوزه فعالیت
سورنا موضوعات سیاسی را به شیوه‌های مختلف در موسیقی خود بیان می‌کند، اما سکوت هنری او در شروع جنبش زن، زندگی، آزادی بحث‌برانگیز بود هرچند که کمی بعد در بحبوحه این جنبش در شبکه‌های اجتماعی از آن حمایت کرد و جزو یکی از تأثیرگذارترین افراد حامی جنبش زن، زندگی، آزادی بود. علی سورنا به «مرد تنها» معروف است؛ زیرا بیشتر آثار خود را به‌صورت تکی اجرا کرده و آن‌ها را در قالب آلبوم منتشر می‌کند؛ آلبوم‌هایی همچون «نگار» و «گوزن» از آلبوم‌های معروف او هستند. آثار او ترکیبی از جهان بینی واقع‌گرایانه است که با انتقاد از نظم متعارف و فرهنگ مسلط جامعه همراه است و این موارد را با فرم انتزاعی تلفیق می‌کند. او از ادبیات موجز و شاعرانه (شعر تصویری و پویا) در ترکیب با شعر اجرایی و زبانی استفاده می‌کند تا به دنیای جدیدی از شعر قدم بگذارد. سورنا نیز همچون سایر هنرمندان زیرزمینی ایران، مستقل از حکومت عمل می‌کند و در انتشار آثار خود دچار مشکلات مختلفی است. سورنا در واکنش به برگزاری چهاردهمین دوره انتخابات ریاست‌جمهوری، این انتخابات را نامشروع دانست و در حساب توییتر خود در این باره نوشت:
من به این انتخابات جعلی و مستهلک شده مانند دیگر سلطه‌ها «نه» می‌گویم.

## آلبوم‌ها

#### مرد تنها(بهمن ۱۳۹۰)[۱۹]
سورنا در اوایل دهه ۸۰ با انتشار چندین تک آهنگ کار خود را آغاز کرد. با این حال، اولین گام مهم او در رپ فارسی، انتشار آلبوم «مرد تنها» بود. در این آلبوم، سورنا به مسائلی مانند فقر، تبعیض و سیاست در جامعه ایران آن هم از منظر یک نوجوان از مناطق حاشیه‌نشین می‌پردازد.
| #  | نام                | شعر، اجرا | آهنگساز    | مدت   | مدیر هنری آلبوم |
| -- | ------------------ | --------- | ---------- | ----- | --------------- |
| ۱  | غریبه نیستی        | علی سورنا | شهاب عسگری | ۰۴:۴۶ | مهدی نیامی      |
| ۲  | بشناس              | علی سورنا | شهاب عسگری | ۰۳:۴۰ | مهدی نیامی      |
| ۳  | تقصیر              | علی سورنا | علی سورنا  | ۰۴:۰۳ | مهدی نیامی      |
| ۴  | مستی               | علی سورنا | علی سورنا  | ۰۲:۴۱ | مهدی نیامی      |
| ۵  | زندگی هیپ‌هاپی      | علی سورنا | علی سورنا  | ۰۴:۴۵ | مهدی نیامی      |
| ۶  | دوئل               | علی سورنا | علی سورنا  | ۰۳:۰۰ | مهدی نیامی      |
| ۷  | هفت خط             | علی سورنا | علی سورنا  | ۰۳:۴۰ | مهدی نیامی      |
| ۸  | خاک سرخ            | علی سورنا | علی سورنا  | ۰۲:۵۸ | مهدی نیامی      |
| ۹  | حالا وقت خواب نیست | علی سورنا | علی سورنا  | ۰۴:۰۰ | مهدی نیامی      |
| ۱۰ | بعد از من          | علی سورنا | شهاب عسگری | ۰۴:۱۱ | مهدی نیامی      |

#### آوار (بهمن ۱۳۹۲)[۱۲]
دو سال پس از انتشار «مرد تنها»، آلبوم «آوار» که نتیجه همکاری او با گروه هنری دیوار بود، منتشر شد. مانند «مرد تنها»، آلبوم «آوار» نیز در مورد چالش‌های زندگی افراد در حاشیه و رانده شده از جامعه در ایران بود.
| # | نام           | شعر، اجرا | آهنگساز           | مدت   | مدیر هنری آلبوم  |
| - | ------------- | --------- | ----------------- | ----- | ---------------- |
| ۱ | به بچه‌ت بگو   | علی سورنا | آتور              | ۰۴:۰۹ | احسان ضیا (آتور) |
| ۲ | نمی‌ترسم       | علی سورنا | مضراب             | ۰۳:۵۳ | احسان ضیا (آتور) |
| ۳ | شروع          | علی سورنا | مضراب             | ۰۳:۰۶ | احسان ضیا (آتور) |
| ۴ | مجنون شهر     | علی سورنا | مضراب و علی سورنا | ۰۳:۴۹ | احسان ضیا (آتور) |
| ۵ | دو شب         | علی سورنا | آتور و علی سورنا  | ۰۳:۳۱ | احسان ضیا (آتور) |
| ۶ | اتل متل       | علی سورنا | مضراب             | ۰۳:۰۰ | احسان ضیا (آتور) |
| ۷ | با من قدم بزن | علی سورنا | مضراب و علی سورنا | ۰۳:۵۸ | احسان ضیا (آتور) |
| ۸ | آوار          | علی سورنا | آتور و علی سورنا  | ۰۴:۰۶ | احسان ضیا (آتور) |

#### نگار (اسفند ۱۳۹۴)[۱۹]
دو سال بعد از انتشار آلبوم «آوار»، سورنا با آلبوم سوم خود و دومین همکاری خود با گروه دیوار، گام‌های مهمی در جهت کشف ابعاد جدید در رپ فارسی برداشت. این آلبوم که «نگار» نام داشت، یکی از اولین آلبوم‌های مفهومی در رپ فارسی بود که الهام‌بخش بسیاری از رپرهای جوان برای خلق مجموعه‌های مشابه شد. در «نگار»، شخصیت‌هایی مانند نگار، راوی، توربین، باد، قیچی و مو در طول آلبوم با هم دیالوگ دارند.
| #  | نام        | شعر، اجرا | آهنگساز                 | مدت   | مدیر هنری آلبوم  |
| -- | ---------- | --------- | ----------------------- | ----- | ---------------- |
| ۱  | تولد       | علی سورنا | احسان ضیا (آتور)        | ۰۲:۵۰ | احسان ضیا (آتور) |
| ۲  | بریم عقب‌تر | علی سورنا | احسان ضیا (آتور)        | ۰۴:۰۸ | احسان ضیا (آتور) |
| ۳  | نگار       | علی سورنا | احسان ضیا (آتور)        | ۰۳:۲۲ | احسان ضیا (آتور) |
| ۴  | نقش        | علی سورنا | احسان ضیا (آتور)        | ۰۳:۰۰ | احسان ضیا (آتور) |
| ۵  | کشتی       | علی سورنا | علیرضا پورسهولت (مضراب) | ۰۳:۲۳ | احسان ضیا (آتور) |
| ۶  | جاری       | علی سورنا | علیرضا پورسهولت (مضراب) | ۰۱:۲۶ | احسان ضیا (آتور) |
| ۷  | مرفین      | علی سورنا | احسان ضیا (آتور)        | ۰۳:۵۶ | احسان ضیا (آتور) |
| ۸  | آتش        | علی سورنا | علیرضا پورسهولت (مضراب) | ۰۲:۳۲ | احسان ضیا (آتور) |
| ۹  | ترک        | علی سورنا | احسان ضیا (آتور)        | ۰۳:۰۸ | احسان ضیا (آتور) |
| ۱۰ | پاک        | علی سورنا | علیرضا پورسهولت (مضراب) | ۰۳:۱۳ | احسان ضیا (آتور) |
| ۱۱ | توربین     | علی سورنا | احسان ضیا (آتور)        | ۰۲:۰۸ | احسان ضیا (آتور) |
| ۱۲ | طوفان      | علی سورنا | احسان ضیا (آتور)        | ۰۳:۳۴ | احسان ضیا (آتور) |
| ۱۳ | مرگ        | علی سورنا | احسان ضیا (آتور)        | ۰۴:۰۰ | احسان ضیا (آتور) |

#### کویر (آبان ۱۳۹۶)[۱۹]
دو سال پس از انتشار آلبوم «نگار»، در حالی که جامعه ایران با مسائلی مانند فقر، نارضایتی از فساد گسترده و نادیده گرفته شدن گروه‌های حاشیه‌نشین، از جمله زنان، دست و پنجه نرم می‌کرد، سورنا آلبوم کوتاه «کویر» را منتشر کرد. این آلبوم شامل انتقادات تند به این مشکلات اجتماعی است. قطعات برجسته این آلبوم شامل «پشت این جنگ‌ها» و «مریم» هستند. قطعه «مریم» داستان دختری را روایت می‌کند که برخلاف قوانین جامعه کوچک خود، به دنبال کشف جهان بیرون است، اما قربانی فرهنگ محدودکننده جامعه می‌شود.
| # | نام                       | شعر، اجرا | ضرب                    | مدت   | مدیر هنری آلبوم |
| - | ------------------------- | --------- | ---------------------- | ----- | --------------- |
| ۱ | کویر                      | علی سورنا | سعید دهقان             | ۰۴:۴۹ | مهدی نیامی      |
| ۲ | گنجشگکا                   | علی سورنا | سعید دهقان             | ۰۴:۵۸ | مهدی نیامی      |
| ۳ | تریاق                     | علی سورنا | سعید دهقان             | ۰۳:۳۸ | مهدی نیامی      |
| ۴ | تئاتر سایه‌ها              | علی سورنا | علی سورنا و سعید دهقان | ۰۴:۰۹ | مهدی نیامی      |
| ۵ | مریم                      | علی سورنا | سعید دهقان             | ۰۳:۲۰ | مهدی نیامی      |
| ۶ | پشت این جنگ‌ها (فری‌استایل) | علی سورنا | سعید دهقان             | ۰۶:۲۰ | مهدی نیامی      |
| ۷ | نفیر                      | علی سورنا | علی سورنا              | ۰۲:۴۴ | مهدی نیامی      |

#### گوزن (اسفند ۱۳۹۹)[۱۶]
حدود سه سال پس از انتشار آلبوم «کویر»، سورنا آلبوم بلند «گوزن» را منتشر کرد که با این آلبوم او به رویکرد منحصر به فرد خود در هیپ‌هاپ و شعر در رپ فارسی ادامه داد. این آلبوم شامل چندین داستان مرتبط با هم است، از جمله داستان جلال و درگیری‌های بین جلال، اسد و راوی، داستان ایستگاه شهر یخ، داستان پلیکان و همچنین ادامه داستان مریم، که رویدادهای منجر به داستان مریم در آلبوم «کویر» را بررسی می‌کند. این روایت‌ها ساختار کلی آلبوم «گوزن» را تشکیل می‌دادند.
| #  | نام                     | شعر، اجرا | آهنگساز                | مدت   | مدیر هنری آلبوم |
| -- | ----------------------- | --------- | ---------------------- | ----- | --------------- |
| ۱  | حرکت (ارابهٔ مرگ)        | علی سورنا | سعید دهقان             | ۰۴:۱۰ | علی سورنا       |
| ۲  | ناخدا جلال              | علی سورنا | سعید دهقان             | ۰۴:۲۱ | علی سورنا       |
| ۳  | دار (داستان مریم)       | علی سورنا | سعید دهقان             | ۰۴:۰۶ | علی سورنا       |
| ۴  | گریز از مرکز            | علی سورنا | سعید دهقان             | ۰۴:۴۲ | علی سورنا       |
| ۵  | بی‌راهه                  | علی سورنا | علی سورنا و سعید دهقان | ۰۳:۰۸ | علی سورنا       |
| ۶  | رقص (پیچک)              | علی سورنا | سعید دهقان             | ۰۳:۲۵ | علی سورنا       |
| ۷  | باد پیچید تو مزرعه گندم | علی سورنا | شمرونی                 | ۰۴:۴۲ | علی سورنا       |
| ۸  | قلب‌های آتشین            | علی سورنا | نجوا                   | ۰۳:۵۲ | علی سورنا       |
| ۹  | لغزش                    | علی سورنا | نجوا                   | ۰۲:۱۷ | علی سورنا       |
| ۱۰ | درون                    | -         | علی سورنا              | ۰۱:۳۹ | علی سورنا       |
| ۱۱ | گوزن                    | علی سورنا | علی سورنا و سعید دهقان | ۰۵:۲۱ | علی سورنا       |
| ۱۲ | ایستگاه شهر یخ          | علی سورنا | سعید دهقان             | ۰۴:۴۷ | علی سورنا       |
| ۱۳ | نه می‌میرم نه برمی‌گردم   | علی سورنا | سعید دهقان             | ۰۲:۵۰ | علی سورنا       |
| ۱۴ | پلیکان                  | علی سورنا | علی سورنا              | ۰۳:۳۳ | علی سورنا       |
| ۱۵ | ۱۶/۶٪                   | علی سورنا | شمرونی                 | ۰۳:۴۱ | علی سورنا       |
| ۱۶ | آسایشگاه                | علی سورنا | علی سورنا و سعید دهقان | ۰۴:۴۳ | علی سورنا       |
| ۱۷ | دشت پروانه‌ها            | علی سورنا | علی سورنا و سعید دهقان | ۰۵:۴۲ | علی سورنا       |
| ۱۸ | کات                     | علی سورنا | علی سورنا              | ۰۴:۰۳ | علی سورنا       |

#### خون خورشید (آبان ۱۴۰۳)[۲۱]
آلبوم خون خورشید که یکی از تنها همکاری‌های سورنا با دیگر خوانندگان رپ فارسی است با همکاری بهرام نورایی ساخته و در آبان ۱۴۰۳ منتشر شد. طراحی بصری آلبوم توسط عرفان عشوریان و کارگردانی هنری آن را ستاره ملک‌زاده بر عهده داشته‌اند.
| # | نام        | شعر، اجرا               | آهنگساز     | مدت   | مدیر هنری آلبوم |
| - | ---------- | ----------------------- | ----------- | ----- | --------------- |
| ۱ | خون خورشید | علی سورنا، بهرام نورایی | پیماندگار   | ۰۴:۲۴ | ستاره ملک‌زاده   |
| ۲ | مهلکه      | علی سورنا، بهرام نورایی | اشکان موسوی | ۰۵:۰۸ | ستاره ملک‌زاده   |
| ۳ | گرگ و میش  | علی سورنا، بهرام نورایی | پیماندگار   | ۰۵:۴۰ | ستاره ملک‌زاده   |
| ۴ | شعر بیداری | علی سورنا، بهرام نورایی | اشکان موسوی | ۰۴:۴۰ | ستاره ملک‌زاده   |
| ۵ | سنگسار     | علی سورنا، بهرام نورایی | اشکان موسوی | ۰۵:۲۰ | ستاره ملک‌زاده   |

#### مجسمه (بهمن ۱۴۰۳)
| #  | نام                 | شعر، اجرا                     | آهنگساز                | مدت   | مدیر هنری آلبوم |
| -- | ------------------- | ----------------------------- | ---------------------- | ----- | --------------- |
| ۱  | مجسمه               | علی سورنا                     | سعید دهقان             | ۰۴:۰۸ | علی سورنا       |
| ۲  | بادهای وحشی         | علی سورنا                     | فرشاد                  | ۰۲:۵۹ | علی سورنا       |
| ۳  | خانه سرخ            | علی سورنا و سارا بیگدلی شاملو | سعید دهقان             | ۰۳:۵۸ | علی سورنا       |
| ۴  | سرزمین برتر         | علی سورنا                     | سعید دهقان             | ۰۳:۵۶ | علی سورنا       |
| ۵  | بندباز مست          | علی سورنا                     | سعید دهقان             | ۰۳:۴۴ | علی سورنا       |
| ۶  | خواب در خواب        | علی سورنا                     | علی سورنا و سعید دهقان | ۰۳:۴۴ | علی سورنا       |
| ۷  | مورس                | علی سورنا                     | علی سورنا و سعید دهقان | ۰۴:۵۳ | علی سورنا       |
| ۸  | دوچرخه              | علی سورنا                     | سعید دهقان             | ۰۳:۰۴ | علی سورنا       |
| ۹  | انقلاب رنگ‌ها        | علی سورنا                     | فرشاد                  | ۰۲:۵۸ | علی سورنا       |
| ۱۰ | قاتل یا مقتول       | علی سورنا                     | آتور                   | ۰۱:۳۶ | علی سورنا       |
| ۱۱ | گل سرخ              | علی سورنا                     | سعید دهقان             | ۰۳:۲۵ | علی سورنا       |
| ۱۲ | چرخش رنگ‌ها          | علی سورنا و سارا بیگدلی شاملو | سعید دهقان             | ۰۳:۰۵ | علی سورنا       |
| ۱۳ | انفجار رنگ‌ها        | علی سورنا                     | فرشاد                  | ۰۳:۱۲ | علی سورنا       |
| ۱۴ | صاعقه               | علی سورنا                     | آتور                   | ۰۳:۴۸ | علی سورنا       |
| ۱۵ | رقص مغروق           | علی سورنا و پری اسکندری       | نجوا                   | ۰۴:۱۴ | علی سورنا       |
| ۱۶ | کی با ما زوزه میکشه | علی سورنا                     | سعید دهقان             | ۰۳:۱۱ | علی سورنا       |
| ۱۷ | می‌کشن ایست          | علی سورنا                     | آتور                   | ۰۳:۴۷ | علی سورنا       |
| ۱۸ | طغیان               | علی سورنا                     | آتور                   | ۰۳:۰۲ | علی سورنا       |
| ۱۹ | میخونیم واسه طاغیا  | علی سورنا                     | پویار                  | ۰۳:۴۵ | علی سورنا       |
| ۲۰ | شب سرد کلان‌شهر      | علی سورنا                     | سعید دهقان             | ۰۳:۵۷ | علی سورنا       |

## تک آهنگ‌ها
تک آهنگ‌های منتشرشده از سورنا شامل دو بخش است:
- آهنگ‌هایی که قبل از آلبوم «مرد تنها» منتشر شدند و مربوط به دوره غیر حرفه‌ای هستند و در استودیو خانگی ضبط شده‌اند. آهنگسازی این دسته از آهنگ‌ها توسط خود سورنا انجام شده و شامل «جرم»، «وطن»، «پایان‌نامه»، «خیس شدی»، «آماده باش»، «تصویری از درد من» و «مهره برگشت» می‌شوند.
- آهنگ‌هایی که بعد از آلبوم «مرد تنها» به صورت رسمی منتشر شده‌اند و همگی در صفحه ساندکلود، اسپاتیفای و سایر پلتفرم‌ها موجود هستند. این تک آهنگ‌ها شامل «مهران»، «بوسه یهودا»، «نغمه»، «نفس» و «آخرین وسوسه» می‌شوند. سایر آهنگ‌ها، آهنگ‌هایی هستند که به صورت آزمایشی و با کیفیت پایین بوده و قطعات حذف شدهٔ آلبوم‌ها یا نسخه‌های تمرینی هستند که توسط بعضی افراد بدون اجازه خواننده و به صورت غیرمجاز منتشر شده‌اند.

| #  | نام آهنگ         | خواننده   | مدت زمان |
| -- | ---------------- | --------- | -------- |
| ۱  | آخرین وسوسه      | علی سورنا | ۸:۱۵     |
| ۲  | بوسه یهودا       | علی سورنا | ۶:۱۰     |
| ۳  | مهران            | علی سورنا | ۳:۵۰     |
| ۴  | نغمه             | علی سورنا | ۳:۴۷     |
| ۵  | نفس              | علی سورنا | ۳:۴۲     |
| ۶  | آماده باش        | علی سورنا | ۳:۵۸     |
| ۷  | پایان‌نامه        | علی سورنا | ۴:۱۸     |
| ۸  | خیس شدی          | علی سورنا | ۳:۳۸     |
| ۹  | جرم              | علی سورنا | ۳:۲۷     |
| ۱۰ | مهره برگشت       | علی سورنا | ۳:۱۶     |
| ۱۱ | تصویری از درد من | علی سورنا | ۴:۰۰     |
| ۱۲ | وطن              | علی سورنا | ۲:۴۹     |